# 西福寺 (東京都港区南麻布)
西福寺（さいふくじ）は、東京都港区にある真宗大谷派の寺院。

## 歴史
1630年（寛永7年）、以伝によって開山された。当初の本山は西本願寺であったが、1661年（万治3年）に東本願寺に変更、以伝も「海伝」に改名した。
当寺の「西福」とは、「西方浄土と六波羅蜜」の意という。単に麻布善福寺の西にあるからという説もある。
過去に何回か火災に遭っている。現在の本堂は1963年（昭和38年）に再建されたものである。

## 交通アクセス
- 白金高輪駅より徒歩6分。